# Тоцькі військові навчання
Тоцькі військові навчання (кодова назва «Сніжок») — військові навчання Радянської армії, проведені 14 вересня 1954 року на Тоцькому полігоні в Оренбурзькій області (Росія) із використанням атомної зброї.

## Ціль навчання
Військові навчання були проведені Радянською армією для вивчення оборонних та наступальних бойових дій під час ядерної війни. В ході навчань під кодовою назвою «Сніжок» з повітря була підірвана ядерна бомба РДС-2. Заявленою метою операції була військова підготовка для пробиття сильно укріплених оборонних рубежів військового супротивника з використанням ядерної зброї.

## Підготовка до навчань
Підготовка до навчань тривала три місяці. На навчання прибули представники 212 частин — 45 тисяч військовослужбовців: 39 тисяч солдатів, сержантів і старшин, 6 тисяч офіцерів, генералів і маршалів. Наметовий табір розтягнувся на 42 кілометри.
Навчання очолив Г. К. Жуков.
Для запобігання уражень ударною хвилею військам, розташованим на віддалі 5-7,5 км від епіцентру вибуху, було наказано перебувати в укриттях, а далі 7,5 км — у траншеях в положенні сидячи або лежачи.
Навколо епіцентру вибуху, позначеного білим хрестом, була розставлена бойова техніка: танки, літаки, бронетранспортери.

## Навчання
Атомна бомба була скинута з висоти 8 тис. метрів. Носій Ту-4 супроводжували два винищувачі МіГ-17 і бомбардувальник Іл-28, які повинні були вести розвідку погоди і кінозйомку, а також здійснювати охорону носія в польоті. Потужність бомби становила 38 кілотонн у тротиловому еквіваленті, за іншими даними 40 кт. Вибух відбувся о 9:33 на висоті 350 м над землею.
Через 5 хвилин після ядерного вибуху почалася артилерійська підготовка, потім було завдано удару бомбардувальною авіацією та польовою артилерією. По завершенні артпідготовки у наступ були підняті війська.

## Наслідки
З 45 тисяч військових, які брали участь у Тоцьких навчаннях, нині (2013 рік) в живих залишилося трохи більше 2 тисяч. Половина з них офіційно визнані інвалідами першої та другої групи, у 74,5 % виявлено хвороби серцево-судинної системи, зокрема гіпертонічну хворобу і церебральний атеросклероз, ще у 20,5 % — хвороби органів травлення, у 4,5 % — злоякісні новоутворення і хвороби крові. Під час навчань також постраждало близько 10 тисяч цивільного населення з найближчих населених пунктів. Відомості про навчання засекречені.